# YUSHI (格闘家)
YUSHI（ユーシ、1988年4月9日 - ）は、日本の男性総合格闘家、キックボクサー、実業家、ホスト。東京都世田谷区出身。Potential GYM所属。源氏名は櫻遊志。

## 来歴
帝京大学1年生の時に友人に誘われてホストを始める。
2014年に最強ホストを決める地下格闘技大会「宴-UTAGE-」で軽量級部門のチャンピオンとなる。
2021年にABEMAで放送された『朝倉未来にストリートファイトで勝ったら1000万円』に応募するも面接で落選。

### RIZIN
2021年12月31日に開催されたRIZINの大会「RIZIN.33」のオープニングマッチでプロ総合格闘家としてデビュー。入場時の派手なファッションや演出が注目を集める。試合は三浦孝太と対戦し、1RにサッカーボールキックによるTKO負け。
2022年5月5日、RIZIN LANDMARK vol.3でZENKIと対戦し、2Rに右ストレートでTKO勝ちを収め、総合格闘技初勝利。なお、相手のZENKIが前日計量で契約体重を2.75kgオーバーしたため、YUSHIが勝った場合のみ公式記録、YUSHIが負けるか引き分けた場合はノーコンテストとなり、さらにZENKIはレッドカードによる減点（50％減）のペナルティを受けた状態での試合となった。
2022年7月31日、RIZIN.37でキックボクサーの覇留樹と対戦し、2R リアネイキッドチョークによる一本勝ち。
2022年12月31日、RIZIN.40において中澤達也と対戦し、テイクダウンした後グラウンドで攻め続けて3-0の判定勝ち。
2023年12月31日、RIZIN.45において、平本丈と対戦。グラウンドの展開で劣勢となり、3Rにダウンを奪われるなどして0-3の判定負け。

## 人物
ホストクラブ「SENSE-TOKYO」、スポーツジム「TR-ON」、アパレルブランド「SLAVE OF FASHION」を経営。
憧れの格闘家はコナー・マクレガーとコーディ・ガーブラント。
｢ホワイトニング済みです、姉のクリニックで。｣ 
人物・密着動画
- RIZIN公式YouTube ch - YUSHIの密着動画『Preparation』（2022） [映像 2]
- RIZIN公式YouTube ch - 選手考案オリジナル弁当企画＆トーク（出演：YUSHI・YA-MAN・ベイノア）（2022）[映像 3]

## 戦績

### プロ総合格闘技
| 総合格闘技 戦績 | 総合格闘技 戦績 | 総合格闘技 戦績 | 総合格闘技 戦績 | 総合格闘技 戦績 | 総合格闘技 戦績 | 総合格闘技 戦績 |
| --------------- | --------------- | --------------- | --------------- | --------------- | --------------- | --------------- |
| 5 試合          | (T)KO           | 一本            | 判定            | その他          | 引き分け        | 無効試合        |
| 3 勝            | 1               | 1               | 1               | 0               | 0               | 0               |
| 2 敗            | 1               | 0               | 1               | 0               | 0               | 0               |

| 勝敗 | 対戦相手 | 試合結果                            | 大会名               | 開催年月日     |
| ×    | 平本丈   | 5分3R終了 判定0-3                   | RIZIN.45             | 2023年12月31日 |
| ○    | 中澤達也 | 3分3R終了 判定3-0                   | RIZIN.40             | 2022年12月31日 |
| ○    | 覇留樹   | 2R 0:43 リアネイキッドチョーク      | RIZIN.37             | 2022年7月31日  |
| ○    | ZENKI    | 2R 2:21 TKO（右ストレート）         | RIZIN LANDMARK vol.3 | 2022年5月5日   |
| ×    | 三浦孝太 | 1R 3:00 TKO（サッカーボールキック） | RIZIN.33             | 2021年12月31日 |

### アマチュア総合格闘技
| 勝敗 | 対戦相手 | 試合結果               | 大会名          | 開催年月日   |
| ×    | ジョリー | 1R 0:47 KO（左膝蹴り） | BreakingDown 12 | 2024年6月2日 |

### アマチュアキックボクシング
| 勝敗 | 対戦相手 | 試合結果                    | 大会名         | 開催年月日    |
| ○    | こめお   | 1R+延長1R 0:28 KO（膝蹴り） | BreakingDown 7 | 2023年2月19日 |

## 出演

### テレビドラマ
- 完全に詰んだイチ子はもうカリスマになるしかないの（2022年11月2日 - 12月21日、テレビ東京） - 間宮 役

### 試合映像
1. ↑  『【試合映像】三浦孝太 vs. YUSHI / Kota Miura vs. YUSHI - RIZIN.33』RIZIN公式YouTubeチャンネル、2021年。
2. ↑  『【番組】RIZIN CONFESSIONS #100（※試合映像＆YUSHIによる試合振り返りドキュメンタリー番組）』2022年。

### 補足映像
1. ↑  『【番組】RIZIN CONFESSIONS #90（※試合映像＆三浦孝太とYUSHIによる試合振り返りドキュメンタリー番組）』RIZIN公式YouTubeチャンネル、2021年。
2. ↑  『【番組】RIZIN CONFESSIONS #100（※試合映像＆YUSHIとZENKIによる試合振り返りドキュメンタリー番組）』RIZIN公式YouTubeチャンネル、2022年。

### 映像資料
1. ↑  『【番組】RIZIN CONFESSIONS #90（※該当部分は19分時点から）』RIZIN公式YouTubeチャンネル、2021年。
2. ↑  『【密着】Preparation | YUSHI - RIZIN.37』RIZIN公式YouTubeチャンネル、2022年。
3. ↑  『異色の３人コラボ！ファイター考案のオリジナル弁当が美味すぎた』RIZIN公式YouTubeチャンネル、2022年。